# Magharat Abu Dżabbar
Magharat Abu Dżabbar (arab. مغارة أبو جبار) – wieś w Syrii, w muhafazie Aleppo. W 2004 roku liczyła 1039 mieszkańców.